# Ostrowy PGR
Ostrowy PGR est une localité de la gmina de Nowe Ostrowy, du powiat de Kutno, dans la voïvodie de Łódź, située dans le centre de la Pologne.
Elle se situe à environ 16 kilomètres au nord-ouest de Kutno (siège du powiat) et 61 kilomètres au nord de Łódź (capitale de la voïvodie).
Sa population s'élève approximativement à 40 habitants.

## Administration
De 1975 à 1998, la localité était attachée administrativement à l'ancienne voïvodie de Płock.

Depuis 1999, elle fait partie de la nouvelle voïvodie de Łódź.